# أندرياس ليند (راكب الكنو)
أندرياس ليند هو راكب الكنو دنماركي، ولد في 13 يوليو 1922 في ميدلفارت في الدنمارك، وتوفي في 26 يناير 1982.

## وصلات خارجية
- أندرياس ليند على موقع أوليمبيديا (الإنجليزية)